# Eve Risser

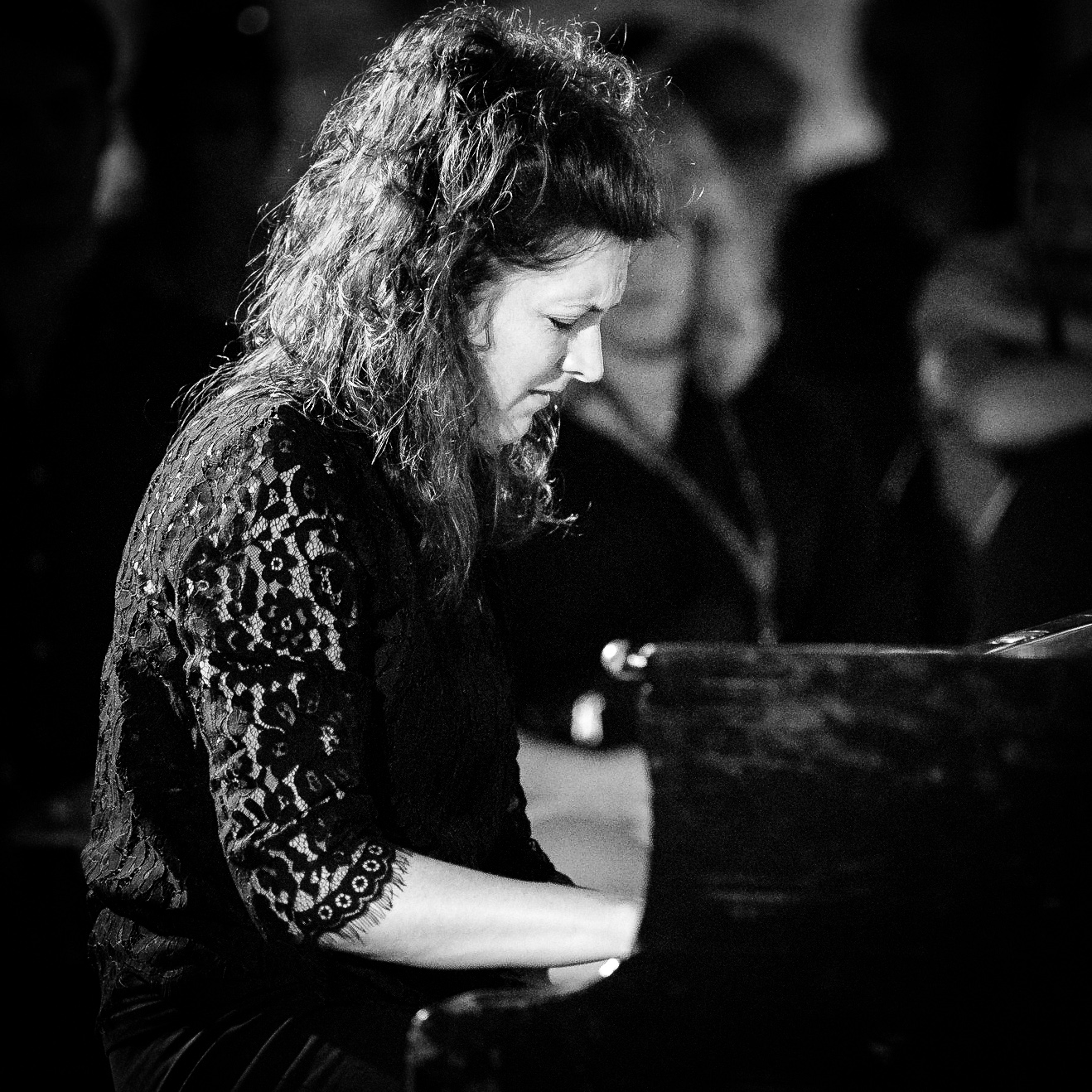
Eve Risser (2018)

Eve Risser (* 1982) ist eine französische Jazz- und Improvisationsmusikerin (Flöte, (Präpariertes) Klavier, Spielzeuginstrumente, Electronics) und Komponistin.

## Leben
Risser, die im Elsass aufwuchs, erhielt zunächst klassischen Flöten- und Klavierunterricht. Sie führte Kammermusik auf, bevor sie sich mit improvisierter Musik und Jazz beschäftigte. Sie studierte in Ostfrankreich, Paris und Baltimore. Im September 2008 holte sie Daniel Yvinec ins Orchestre National de Jazz, mit dem sie am Robert-Wyatt-Projekt Around Robert Wyatt (2009) und dem John-Hollenbeck-Album Shut Up and Dance (2010) mitwirkte. 2011 arbeitete sie mit der Band PAK um Ron Anderson (Secret Curve), trat aber auch mit Pascal Niggenkemper und Émilie Lesbros im Kölner Loft auf und gehörte dann zu dessen Ensemble Vision 7. 2012 legte sie das im Trio mit Benjamin Duboc und Edward Perraud entstandene Album En Corps vor, dem 2017 ein weiteres Album in gleicher Besetzung folgte. Risser arbeitet gegenwärtig auch als Solistin und in den Formationen Donkey Monkey (mit Yuko Oshima), The New Songs (mit Kim Myhr, Sofia Jernberg und David Stackenäs), Fenêtre Ovale (mit Karl Naegelen und Joris Rühl).
Risser trat 2010 im Duo Donkey Monkey beim Moers Festival auf. Sie spielt weiterhin Solokonzerte, schreibt für verschiedene Ensembles und betreibt das Label Umlaut. Ihr Projekt White Desert Orchestra, das sich zuerst beim Banlieues Bleues Festival 2015 in Paris vorstellte, beschäftigt sich mit dem Klang der Weite, wie er im Grand Canyon in Arizona erlebbar ist.
Risser lebt in Paris.

## Diskographische Hinweise

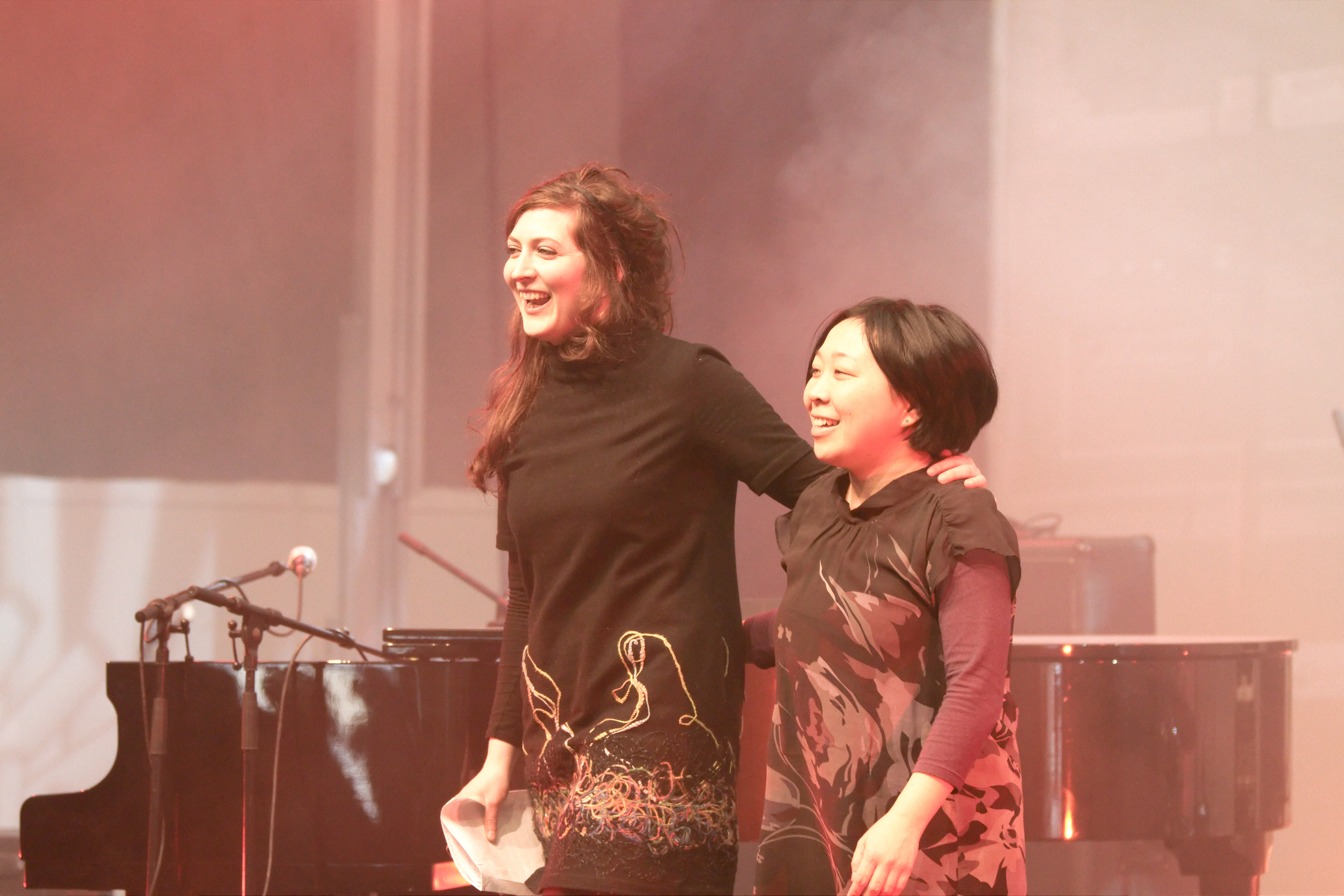
Eve Risser (links) mit Yuko Oshima (2010)

- Donkey Monkey: Ouature (Umlaut Records, 2007)
- Eve Risser / Joris Rühl: Split (Umlaut Berlin, 2010)
- Fenêtre Ovale: Fenêtre Ovale (Umlaut Records, 2011)
- Donkey Monkey: Hanakana (Umlaut Records, 2011)
- PAK: Secret Curve (Tzadik, 2011)
- Eve Risser / Benjamin Duboc / Edward Perraud: En corps (Dark Tree Records, 2012)
- The New Songs: A Sonic Nest at the Junction of Paths(Umlaut Records, 2012)
- Des pas sur la neige (Clean Feed Records, 2015; solo)
- Eve Risser & White Desert Orchestra Les deux versants se regardent (Clean Feed Records, 2016; mit Sylvaine Hélary, Antonin-Tri Hoang, Benjamin Dousteyssier, Sophie Bernado, Eivind Lønning, Fidel Fourneyron, Julien Desprez, Fanny Lasfargues, Sylvain Darrifourcq)[4]
- Eve Risser & Kaja Draksler; To Pianos (Clean Feed, 2017)
- Marcelo dos Reis/Eve Risser: Timeless (JACC Records, 2017)
- En Corps: Generation (2017), mit Benjamin Duboc • Edward Perraud
- Eve Risser Red Desert Orchestra: Eurythmia (Clean Feed, 2022)
- The Attic & Eve Risser: La Grande Crue (NoBusiness, 2924)